# Герб Рапламаа
Герб Рапламаа — официальный символ уезда Рапламаа, одного из уездов Эстонии, утверждён в 1996 году.

## Описание и символика
Щит разделён серебряным крестом. 1 и 4 четверть червлёные, 2 — золотая, 3 — лазуревая.
В основе герба лежит герб уезда Харьюмаа (в червлёном щите серебряный крест), южная часть которого в 1950 году составила наибольшую часть территории Раплаского района. Золотое поле взято из герба уезда Пярнумаа (в золотом щите чёрный восставший медведь), лазоревое — из герба уезда Ярвамаа (в лазоревом щите серебряный маяк), червлёные — из гербов уездов Харьюмаа и Ляэнемаа (в червлёном щите серебряный орёл Св.апостола Иоанна Евангелиста).

## История
Утверждён 7 ноября 1996 года.